# 叶盛兰
葉盛蘭（1914年12月9日—1978年6月15日）。安徽省安庆太湖县人，生于北京，京劇演員，工生行，拜師程繼仙，中國農工民主黨人士。

## 家門
在北京出生，父親葉春善在富連成科班教戲，二哥葉蔭章是京劇鼓師；三哥葉盛章工丑行，弟葉盛長工老生。
1936年與劉淑卿結婚，生了2個兒子和4個女兒：大兒子葉蓬（唱老生），小兒子葉少蘭（原名葉強，唱小生），女兒葉莉珠（又名葉黛森）、葉鳳珠、葉金娣、葉玉珠。

## 藝術生活
富連成科班「盛」字科出身，曾與馬連良、梅蘭芳、章遏雲、譚富英等表演藝術家合作。
中華人民共和國成立后，1951年成為國家演員。
1955年任北京中國京劇院（現在的中國國家京劇院）一團團長，隨團到瑞士、比利時、荷蘭、意大利、南斯拉夫、法國、英國等表演，並在法國拍了京劇電影《斷橋》。
1956年，中國北京開拍岑範執導的《群英會·借東風》，他飾周瑜。
1957年反右運動開始，他被劃為右派，停發工資。
1959年起被「控制使用」（在右派帽子下監督勞動），演出任務以外還有打掃劇場等任務。
1978年在北京去世，同年12月平反。